# Mönchbatyn Urantsetseg

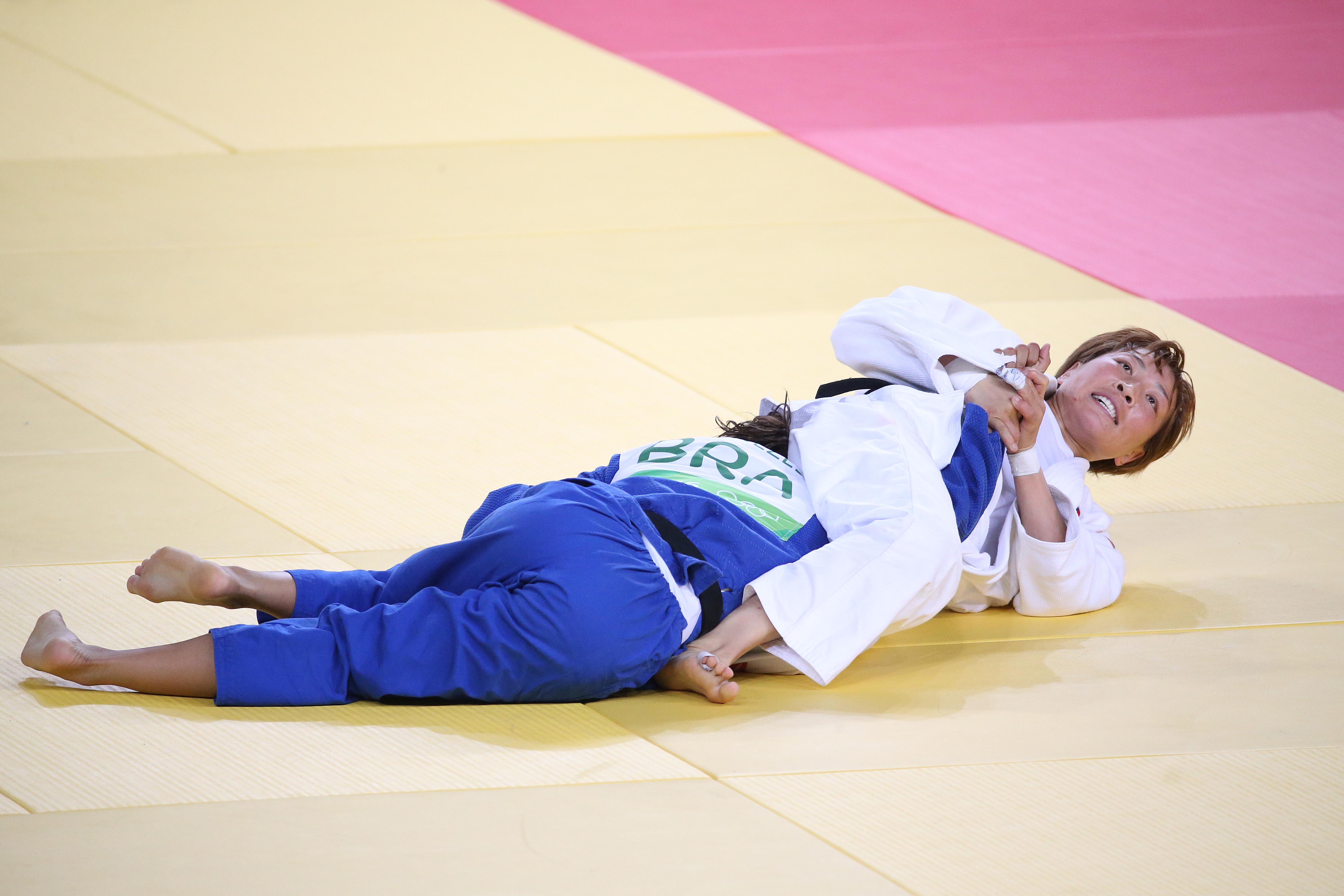
Mönchbatyn Urantsetseg (in weiß) gegen die Brasilianerin Sarah Menezes bei den Olympischen Spielen 2016.

Mönchbatyn Urantsetseg (mongolisch Мөнхбатын Уранцэцэг; * 14. März 1990 in Bajan-Owoo, Bajanchongor-Aimag) ist eine mongolische Judoka. 2021 gewann sie eine olympische Bronzemedaille. Sie war Weltmeisterin 2013, Weltmeisterschaftszweite 2017 und Weltmeisterschaftsdritte 2019 sowie 2021.

## Sportliche Karriere
Die 1,64 m große Mönchbatyn Urantsetseg kämpft meist im Superleichtgewicht, der Gewichtsklasse bis 48 Kilogramm. 2008 war sie Dritte bei den Ostasienmeisterschaften. Im Jahr darauf gewann sie in Taipeh eine Bronzemedaille bei den Asienmeisterschaften. Bei der Universiade 2009 in Belgrad erreichte sie das Finale und erhielt die Silbermedaille hinter der Japanerin Haruna Asami. Ihren größten Erfolg 2010 erkämpfte sie nicht im Judo, sondern im Sambo, als sie in Taschkent den Weltmeistertitel gewann.
2011 war Mönchbatyn Urantsetseg mongolische Meisterin im Judo. 2012 siegte sie bei den Asienmeisterschaften in Taschkent, als sie im Finale die Chinesin Wu Shugen bezwang. Drei Monate später gewann sie ihren ersten Kampf bei den Olympischen Spielen in London gegen die Kasachin Alexandra Podrjadowa. Im Viertelfinale unterlag sie der Rumänin Alina Alexandra Dumitru und nach ihrer Niederlage gegen die Argentinierin Paula Pareto belegte sie den siebten Platz. 2013 erkämpfte sie eine Bronzemedaille bei den Asienmeisterschaften in Bangkok, nachdem sie im Halbfinale gegen die Japanerin Hiromi Endo verloren hatte. Bei den Weltmeisterschaften 2013 in Rio de Janeiro bezwang sie im Viertelfinale die Kubanerin Maria Celia Laborde und im Halbfinale die Brasilianerin Sarah Menezes. Den Weltmeistertitel erkämpfte sie durch einen Finalsieg über die Japanerin Haruna Asami.
2014 siegte Mönchbatyn Urantsetseg beim Grand-Slam-Turnier in Baku. Bei den Asienspielen 2014 in Incheon bezwang sie im Finale die Japanerin Emi Yamagishi. 2015 bei den Asienmeisterschaften in Kuwait unterlag sie im Finale Haruna Asami. Zwei Monate später erkämpfte sie eine Bronzemedaille bei der Universiade in Gwangju. Im Oktober 2015 siegte sie beim Grand-Slam-Turnier in Paris. Bei den Asienmeisterschaften 2016 in Taschkent unterlag sie im Finale der Kasachin Galbadrachyn Otgontsetseg. Bei den Olympischen Spielen 2016 besiegte sie im Achtelfinale die Französin Laëtitia Payet und verlor im Viertelfinale gegen die Südkoreanerin Jeong Bo-kyeong. In der Hoffnungsrunde bezwang sie die Olympiasiegerin von 2012 Sarah Menezes, im Kampf um eine Bronzemedaille unterlag sie der Japanerin Ami Kondo. Ende 2016 gewann sie das Grand-Slam-Turnier von Tokio.
2017 besiegte Mönchbatyn Urantsetseg bei den Asienmeisterschaften in Hongkong im Finale die Kasachin Galbadrachyn Otgontsetseg. Bei den Weltmeisterschaften 2017 in Budapest gewann sie im Viertelfinale gegen die Französin Melanie Clement und im Halbfinale die Japanerin Ami Kondo, im Finale unterlag sie der anderen Japanerin Funa Tonaki. 2018 gewann die Mongolin Bronze bei den Asienspielen in Jakarta, nachdem sie im Halbfinale gegen Jeong Bo-kyeong verloren hatte. Bei den Weltmeisterschaften 2018 in Baku unterlag sie Funa Tonaki im Halbfinale und Galbadrachyn Otgontsetseg im Kampf um Bronze. Ein Jahr später bei den Weltmeisterschaften 2019 in Tokio besiegte sie die Kasachin im Viertelfinale, verlor aber im Halbfinale gegen die Ukrainerin Darja Bilodid. Mit einem Sieg über die Französin Melanie Clement sicherte sich Urantsegseg eine Bronzemedaille.
2021 gewann Mönchbatyn Urantsetseg die Grand-Slam-Turniere in Taschkent und Tiflis. Bei den Judo-Weltmeisterschaften 2021 verlor sie im Viertelfinale gegen die Japanerin Wakana Koga. Mit einem Sieg in der Hoffnungsrunde gegen die Französin Shirine Boukli erreichte sie den Kampf um Bronze. Dort gewann sie gegen Distria Krasniqi aus dem Kosovo. Anderthalb Monate später bei den Olympischen Spielen in Tokio verlor sie im Halbfinale gegen Distria Krasniqi. Im Kampf um Bronze bezwang sie die Portugiesin Catarina Costa.